# Mont-Dol
Mont-Dol ist eine französische Gemeinde mit 1.076 Einwohnern (Stand 1. Januar 2022) im Département Ille-et-Vilaine in der Region Bretagne.

## Geographie

### Lage
Der Ort liegt auf dem gleichnamigen Hügel. Dieser Hügel besteht hauptsächlich aus 525 Millionen Jahre altem Granitstein. Er erreicht eine Höhe von 62 Metern.
Im Norden verfügt die Gemeinde über einen äußerst kurzen Küstenabschnitt.
Das Gemeindegebiet wird vom Küstenfluss Guyoult durchquert, im Südosten und Nordosten verläuft sein Zufluss Banche. Die Bahnlinie Rennes-Saint-Malo durchquert die Gemeinde im Südosten.

### Nachbargemeinden
Umgeben ist Mont-Dol von den Nachbargemeinden Le Vivier-sur-Mer (Nordwesten) und Cherrueix (Nordosten). Mont-Dol grenzt außerdem an Baguer-Pican im Osten, Dol-de-Bretagne im Süden, Roz-Landrieux im Südwesten, La Fresnais im Westen und Hirel im Nordwesten. 

## Geschichte
In der Vergangenheit war der Mont-Dol eine Insel. Damals ähnelte der Mont-Dol dem Mont-Saint-Michel. Laut einer Legende zog sich das Meer im Jahr 709 zurück. Im Zweiten Weltkrieg gab es in Mont-Dol insgesamt vier deutsche Bunker.
Zwischen 1872 und 1874 grub der Archäologe Simon Sirodot eine vorgeschichtliche Fundstätte am Fuß des Mont-Dol aus. Man fand dort rund 110.000 Jahre alte Spuren von Neandertalern.

### Bevölkerungsentwicklung
| Jahr      | 1962 | 1968 | 1975 | 1982 | 1990 | 1999 | 2008 | 2017 |
| Einwohner | 1099 | 1105 | 1060 | 1046 | 1111 | 1095 | 1216 | 1093 |

## Sehenswürdigkeiten
- Kirche Saint-Pierre (12.–15. Jahrhundert)
- Windmühle aus dem Jahr 1843
- Kapelle, geweiht 1857
- Turm Notre-Dame de l’Espérance von 1857
- Siehe auch: Liste der Monuments historiques in Mont-Dol